# ヘイブリル駅 (マサチューセッツ州)
ヘイブリル駅（英語：Haverhill Station）はアメリカ合衆国マサチューセッツ州ヘイブリル ワシントン・ストリートにある駅。 全米各地を結ぶ旅客鉄道のアムトラックおよびボストンの近郊輸送を担うマサチューセッツ湾交通局 (MBTA) ヘイブリル線が乗り入れている。

## 概要
アムトラックとマサチューセッツ湾交通局（MBTA）のヘイブリル駅はメリマック川の北岸に位置し、ショップ、レストラン、ギャラリーが点在する歴史的なワシントン・ストリート地区とウィンゲート・ストリートアート地区に隣接しており、徒歩圏内である。ヘイブリル駅は川を越えるためにレールロード・スクェアより一段高い堤防と同じ高さにある。当駅の利用客は東側の傾斜路を使用するか、西側の駐車場から屋根付き待合所がある側に登って歩く必要がある。秋には、紅葉により豊かなオレンジ、黄色、金色、および赤のつかの間のモザイクを生成するように見事な景色を乗客に見せる。旅客鉄道支援団体の「トレインライダーズ・ノースイースト」のボランティアが列車、駅、沿線の街についての有益なアドバイスをして、ダウンイースター号の乗客を支援するおもてなしプログラムを行っている。

## 利用可能な鉄道路線／列車
アムトラックの停車する列車は下記の通り。
ブランズウィック / ポートランドとボストン間の昼行短距離列車ダウンイースター号 …1日5往復
マサチューセッツ湾交通局 (MBTA) の停車する列車は下記の通り。 
ボストンとヘイブリル間のヘイブリル線 …1日12.5往復停車

## バス
当駅から3ブロック東にあるワシントン・スクェア・トランジット・センターから乗車できるバスは以下の通り。
路線バス： メリマック・バレー地域交通局 (Merrimack Valley Regional Transit Authority) …01系統、13系統、14系統、15系統、16系統、18系統、51系統、73系統、83系統 